# N6-甲基腺苷
N6-甲基腺苷（N6-Methyladenosine，簡稱m6A）是真核生物細胞mRNA中最常見的修飾，也見於tRNA、rRNA、snRNA和lncRNA（如Xist）等其他種RNA，細胞RNA中約有0.1%至0.4%的腺苷（A）位點具有此修飾。m6A最早在1970年代即被發現，但未知其功能，近年隨著其修飾酶（writer）、去修飾酶（eraser）和識別蛋白（reader）的發現，其修飾機制與功能逐漸明朗。m6A是由一甲基轉移酶複合體修飾，複合體包括METTL3、METTL14、WTAP、RBM15、KIAA1429與METTL5等，可將S-腺苷甲硫氨酸（SAM）上的甲基轉移到RNA的腺苷上；FTO蛋白與ALKBH5則為m6A去甲基酶，可移除RNA上m6A的甲基；具YTH結構域（YT521-B homology domain）的蛋白（YTHDF1、YTHDF2、YTHDF3和YTHDC1等）、IGF2BP1、IGF2BP2、IGF2BP3、FMR1和RBMX等蛋白可與mRNA上的m6A結合，為其識別蛋白，因蛋白種類和RNA序列而異可促進或抑制其轉譯、降解、剪接等。研究m6A轉錄組的技術包括m6A測序（m6A Seq ）、mRNA甲基化测序（MeRIP-seq）、m6A-CLIP與SCARLET等。有數種癌症與m6A修飾的異常有關。除真核生物外，許多RNA病毒也具有m6A修飾，可能與其感染、複製有關。